# Motori e-HDi
I motori e-HDi sono una famiglia di motori diesel abbinati a un'evoluzione del sistema start e stop e prodotti a partire dall'autunno del 2010 dal gruppo automobilistico francese PSA.

## Caratteristiche
I motori e-HDi differiscono dai normali motori HDi per il fatto di essere accoppiati a un nuovo dispositivo Stop&Start di seconda generazione, consistente in pratica in un alternatore reversibile piazzato al posto del volano e che funziona in due modalità: come generatore e come dispositivo di avviamento al momento di riprendere la marcia.
In questo modo, il concetto di sistema Stop&Start, introdotto nel 2004 proprio dal gruppo PSA con la Citroën C3 (a quel punto in produzione da due anni), viene ulteriormente evoluto nell'ambito di un drastico abbattimento delle emissioni inquinanti e va nuovamente a imporre i motori e-HDi come punto di riferimento in tale ambito.
A partire dalla fine del 2013, tale sistema è stato applicato anche nei motori a benzina: in tale caso i motori prendono il nome di motori e-VTi.

### Funzionamento
Il funzionamento di un motore e-HDi è simile a quello di un qualsiasi altro motore che monta un dispositivo Stop&Start, con la differenza che stavolta il motore non si spegne soltanto a veicolo fermo, ma già da quando si procede a una velocità inferiore ai 20 km/h con il cambio in folle, per riavviarsi poi appena si è in procinto di partire. Ciò si rivela utile quando si è in coda in città, per esempio nei tragitti casa-lavoro. In pratica, quando si rallenta, il motore sincrono utilizzato funge da alternatore, erogando fino a 2,5 kW di potenza elettrica e fungendo anche da freno-motore. Al momento di ripartire, l'alternatore inverte la sua modalità di funzionamento, trasformandosi in motore sincrono e convertendo l'energia elettrica che riceve in ingresso in energia meccanica che consente la rotazione dell'albero a gomiti e quindi la riaccensione del motore a gasolio.
Tra le caratteristiche di questo alternatore reversibile vi è il fatto che in modalità di riaccensione riesce a erogare una coppia motrice di oltre 50 Nm all'albero motore, di gran lunga superiore a quella erogata da un normale motorino di avviamento.
I vantaggi di un motore e-HDi rispetto a un motore con sistema Stop&Start convenzionale stanno nel netto taglio del consumi, specialmente nel ciclo urbano: mentre il fabbisogno di gasolio è stimato in circa il 15% effettivo in meno, le emissioni diminuiscono invece di solo il 5%, un risultato comunque incoraggiante.

### Applicazioni
Le prime applicazioni dei motori e-HDi sono basate sull'unità da 1.6 litri (1560 cm³), direttamente derivata dal motore DV6TED4 del quale vengono mantenute le caratteristiche relative alle ultime evoluzioni (112 CV anziché 109, per esempio), e si hanno nell'autunno del 2010, per poi diffondersi in parecchi modelli del Gruppo PSA.
Il 1.6 e-HDi da 112 CV è stato montato finora nei seguenti modelli:
- Citroën C4 Mk2 1.6 e-HDi (dal 2010);
- Citroën C4 Picasso/GrandPicasso 1.6 e-HDi (dal 2010);
- Citroën DS4 1.6 e-HDi (dal 2011);
- Citroën DS5 1.6 e-HDi (dal 2011)
- Citroën C5 Mk2 1.6 e-HDi (dal 2010);
- Peugeot 308 1.6 e-HDi (dal 2011);
- Peugeot 3008 1.6 e-HDi (dal 2011);
- Peugeot 5008 1.6 e-HDi (dal 2011).

Ma nel 2011 tale tecnologia è stata estesa anche al 1.6 HDi da 92 CV, anche in questo caso con prestazioni analoghe a quelle del tradizionale turbodiesel common rail. Tale motore ha esordito sulla Citroën C3 Mk2 1.6 e-HDi ed è stato esteso subito dopo anche ai modelli:
- Peugeot 208 1.6 e-HDi;
- Peugeot Partner Mk2 1.6 e-HDi;
- Citroën Berlingo Mk2 1.6 e-HDi.

A partire dal 2012, inoltre, la tecnologia microibrida è stata estesa anche al 1.4 HDi, dando origine al 1,4 e-HDi, basato sull'unità da 68 CV, sempre appartenente alla famiglia DV. Tale unità motrice ha esordito sulle Citroën C3 Mk2 1.4 e-HDi e DS3 1,4 e-HDi, ed è stato esteso poco tempo dopo anche sulla Peugeot 208 1.4 e-HDi. Quest'ultimo modello ha visto anche l'arrivo del 1.6 e-HDi di punta, il quale ha conosciuto anche un leggero incremento di potenza, da 112 a 114 CV, ma per il momento solo sulla 208.